# Макдоннелл, Джо (активист)
Джозеф (Джо) Макдоннелл (англ. Joseph (Joe) McDonnell; 14 сентября 1951 — 8 июля 1981) — повстанец Ирландской республиканской армии, умерший во время голодовки 1981 года в тюрьме Мэйз.

## Биография

### Ранние годы
Родился на Слэйт-Стрит в Белфасте, в районе Фоллз-Роуд. Один из 10 детей в семье. Учился в католической школе. В 1970 году женился на девушке Горетти и переехал в дом её сестры в Ленадуне — протестантском районе Белфаста (ныне Андерсонстаун). В семье у них родились двое детей. Сам дом, равно как и его жители, неоднократно подвергались нападениям со стороны протестантов. Во время проведения операции «Деметриус» Макдоннелл был арестован и отправлен в плавучую тюрьму на корабле HMS Maidstone вместе с Джерри Адамсом, а позднее переведён в Мэйз. После освобождения Макдоннелл вступил в подразделение ИРА, известное как Белфастская бригада.

### Арест и протест
Вместе с Бобби Сэндсом они организовали взрыв в здании мебельной фабрики Balmoral, бросив зажигательную бомбу. Тогда же завязалась перестрелка с Королевской полицией Ольстера и британскими регулярными частями, в ходе которых Макдоннелл и Сэндс вместе со своими сообщниками (Шеймус Финакейн и Шон Лэйвери) были арестованы. Всех приговорили к 14 годам тюрьмы за терроризм и незаконное хранение огнестрельного оружия. В 1981 году Макдоннелл поддержал протест и поучаствовал в подготовке требований заключённых — прав на то, чтобы не носить тюремную униформу, не делать тюремную работу, свободно общаться с другими заключённым и развлекаться; иметь право на один визит, одно письмо и одну посылку еженедельно; требовать помилования. Первую голодовку не поддержал, но в 1981 году присоединился ко второй голодовке. Он принял участие в выборах в парламент Ирландии, но в последний момент потерпел неудачу на своём участке, баллотируясь от графств Слайго и Литрим.

### Смерть и последствия
Спустя 61 день после начала голодовки Макдоннелл умер, это случилось 8 июля 1981. Он был похоронен рядом с Бобби Сэндсом на кладбище Миллтаун. На похоронах с речью выступил Джон Джо Макгёрл, который был одним из его доверенных лиц на выборах. Он заявил следующее:

Он может казаться дураком, который пошёл ва-банк, с точки зрения мудрецов этого мира; но, очевидно, именно дураки и изменили ход ирландской истории.
Оригинальный текст (англ.)He may seem the fool who has given his all, by the wise men of the world; but it was the apparent fools who changed the course of Irish history

В марте 2006 года бывший заключённый Ричард О’Рэйв заявил, что за три дня до смерти Макдоннелла британское правительство предложило заключённым сделку, условия которой вполне могли бы вынудить их прекратить протест и спасти их от голодной смерти, однако руководство протестующих скрыло этот факт от подчинённых и приказало им продолжать голодовку до победного конца. Эта версия развития событий, с точки зрения сокамерника Ричарда, командира ИРА Брендана Макфарлейна, не выдерживает никакой критики. Единственным, кто поддерживал её, был ещё один сокамерник О’Рэйва Энтони Макинтайр.

## Память
- Память Макдоннелла увековечена на памятнике Ирландским мученикам в Сиднее на кладбище Уэверли.[источник не указан 4081 день]
- Макдоннелл стал героем песен Брайана Уорфилда из группы Wolfe Tones и автора-исполнителя Алистера Халлетта, а также в народной песне Father’s Blessing.